# Кнышево (Костромская область)
Кнышево — опустевшая деревня в Кадыйском районе Костромской области. Входит в состав Завражного сельского поселения.

## География
Находится в юго-восточной части Костромской области на расстоянии приблизительно 43 км на юг по прямой от районного центра поселка Кадый.

## История
Известна была с 1897 года, в 1907 году здесь отмечен был 21 двор.

## Население
Постоянное население составляло 84 человека (1897 год), 113 (1907), 3 в 2002 году (русские 100 %), 0 в 2022.